# Yumiko Yoneda
Yumiko Yoneda (Matsue, 1965) is een Japans beeldhouwer en installatiekunstenaar, die vanaf 1988 werkzaam is in Nederland.

## Leven en werk
Yoneda studeerde Visuele Kunsten en Sculptuur aan de Shimane Universiteit in Matsue (Japan), en kwam in 1988 naar Nederland in het kader van een samenwerkingsopdracht met de Jan van Eyck Academie in Maastricht.
Het werk van Yoneda bestaat uit veelal ronde, glooiende vormen. Ze maakt gebruik van lichte materialen; de beelden worden opgebouwd rond een kern van polystyreen die  vervolgens bekleed wordt met gips. De buitenkant wordt daarna geboetseerd met modelleer-pasta en het eindresultaat is meestal grijs of wit.
Werk van Yoneda is opgenomen in diverse collecties in Nederland en Japan, waaronder de collecties van Buitenlandse Zaken, De Nederlandse ambassade in Londen, de AVRO collectie en de collectie van de stad Matsue en in het Lafcadio Hearn Memorial Museum in Matsue.
Vanaf 1991 worden werken van Yoneda regelmatig internationaal tentoongesteld op voornamelijk groepstentoonstellingen.

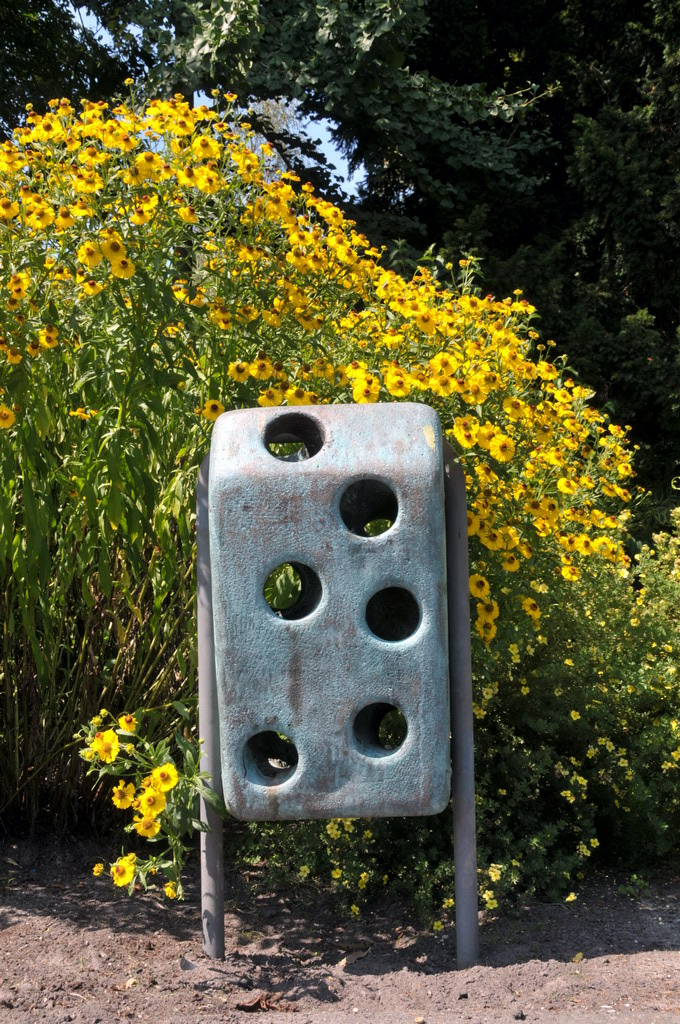
Bronzen sculptuur van Yumiko Yoneda, tot 2018 in het Haagse Zuiderpark

Eind 2018 werden twee van de drie bronzen ‘afvalbakken’, die Yoneda maakte voor het Haagse Zuiderpark, gestolen. De bronzen sculpturen verwezen naar de klassieke afvalbak ‘Capitole’, vanaf de jaren tachtig een kenmerkend element in het straatmeubilair in de Nederlandse openbare ruimte. Yoneda's werken hadden echter niet de functie van afvalbak en zetten zo de passanten in het park op het verkeerde been. Omdat het de dief of dieven waarschijnlijk om het waardevolle materiaal ging, is uit voorzorg het derde object verwijderd uit het park en veilig opgeslagen.
Yoneda woont en werkt in Den Haag.

### Tentoonstellingen (selectie)
- 2024, 'OAF Ooidonk Art Festival', Francis Maere Fine Arts, België
- 2023, 'Sculpture garden', Ramakers Gallery, Den Haag
- 2022, Sekishu Washi Center, Hamada, Japan
- 2021, KunstRai Amsterdam 2021, Ramakers Gallery. (solotentoonstelling)
- 2021, 'Najaarssalon', Pulchri Studio, The Hague
- 2021, Loudos Contemporary Art Collection, Domes Miramare, Corfu, Griekenland
- 2020, 'Contemporary Contemplations', Galerie Ursula Walter, Dresden, Duitsland
- 2020, 'White', Bogert Gallery, Knokke-Heist, België
- 2019, 'Hibikiaumono', Seikoin shita Gallery, Matsue, Japan
- 2018, 'Contemporary Contemplations', Kunstquartier Bethanien, Berlijn
- 2018, Pop-up exhibition of Yumiko Yoneda in Muramatsu, Matsue, Japan (solotentoonstelling)

### Externe Links
Officiële website: https://www.yumikoyoneda.com/